# Artur Żmijewski (attore)
Artur Żmijewski (Radzymin, 10 aprile 1966) è un attore e doppiatore polacco.

## Biografia
Żmijewski si formò presso il liceo Maria-Konopnicka di Legionowo e, a partire dal 1990, all'Accademia di teatro Alexandre Zelwerowicz di Varsavia. Attore attivo in campo cinematografico, televisivo e teatrale, ha partecipato - tra cinema e televisione - ad una cinquantina di differenti produzioni, a partire dalla metà degli anni ottanta. Tra i suoi ruoli più noti, figura quello di Padre Mateusz nella serie televisiva Ojciec Mateusz, ruolo che interpreta dal 2008.
Nel 2005 è stato decorato con la croce d'oro al merito.

### Vita privata
È sposato con Paulina e ha tre figli, Ewa, Karol e Wiktor.

## Filmografia parziale

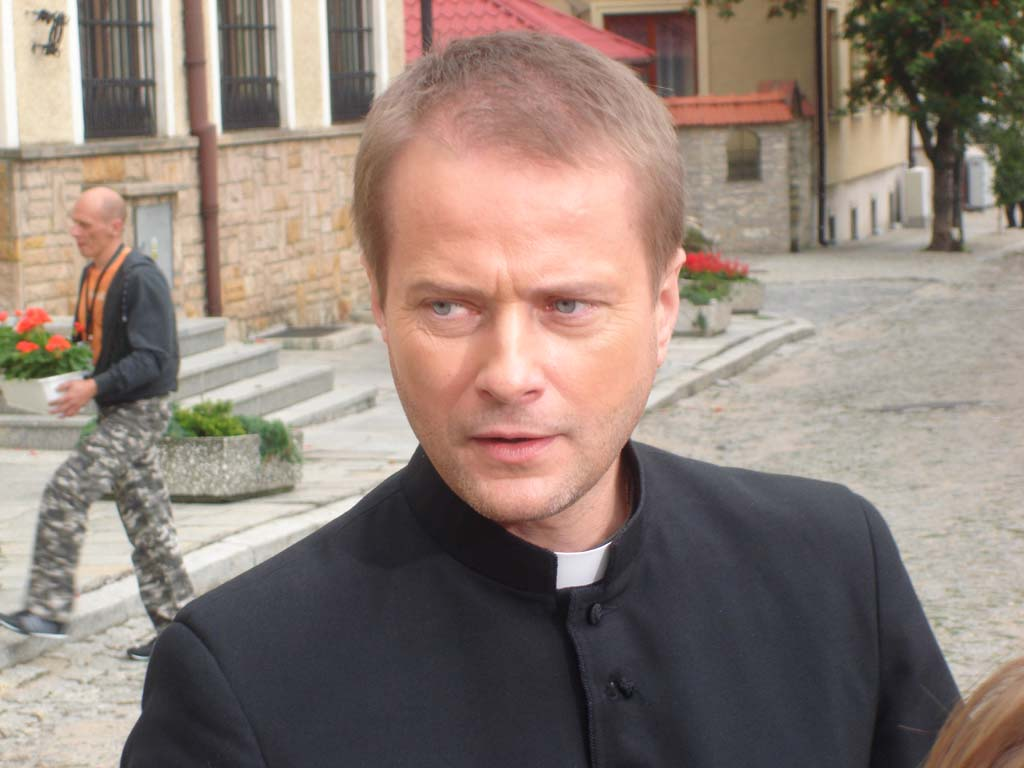
Artur Żmijewski nel ruolo di Don Mateusz

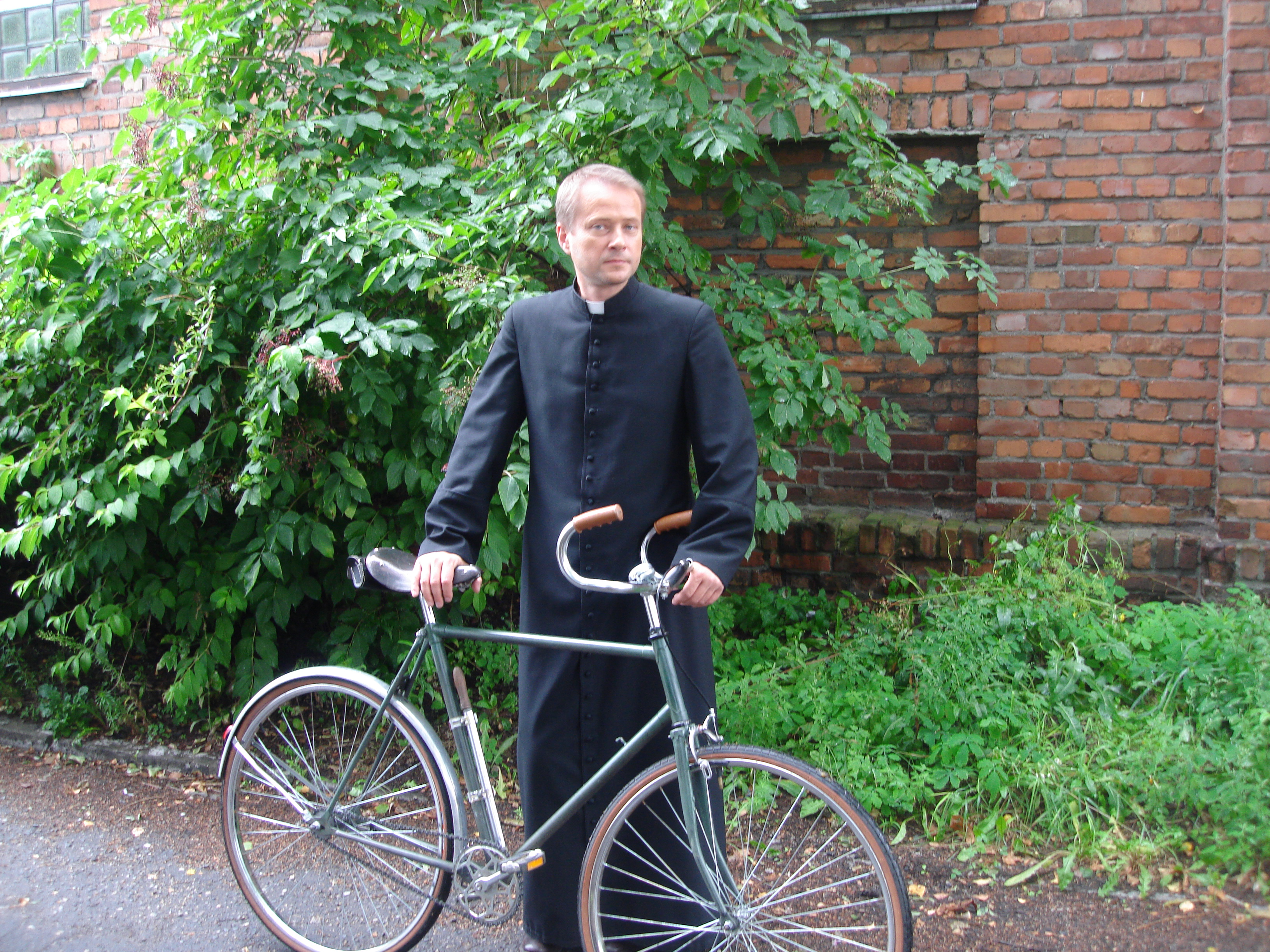
Artur Żmijewski sul set di Ojciec Mateusz

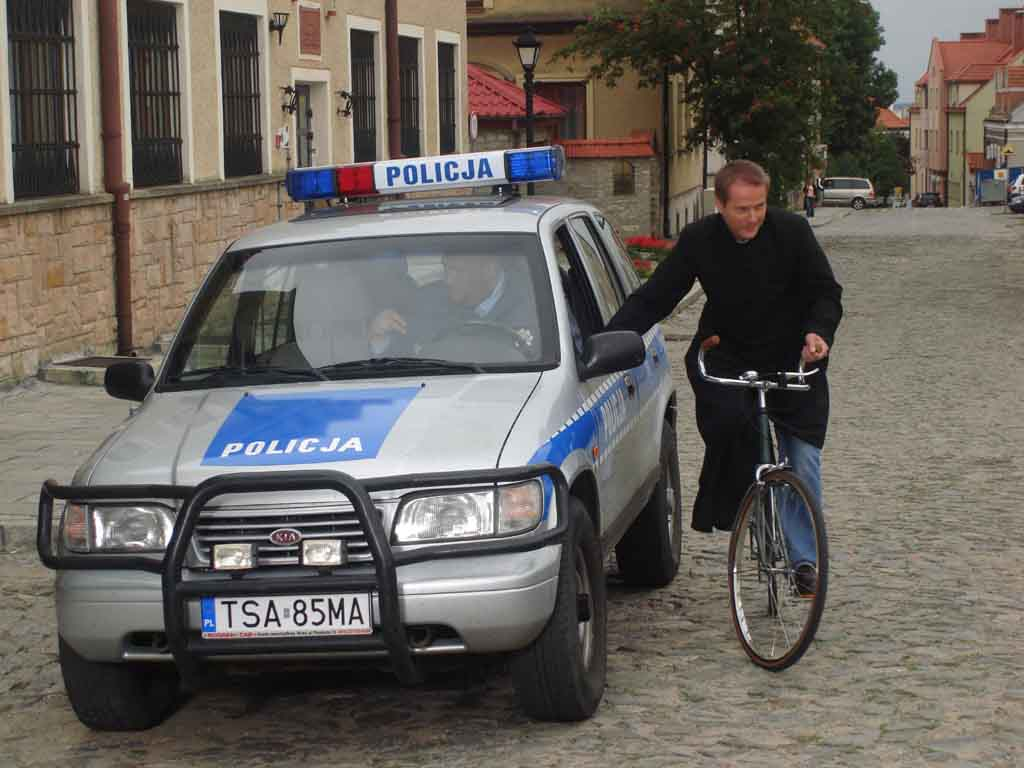
Artur Żmijewski sul set di Ojciec Mateusz

### Attore

#### Cinema
- Dzień czwarty (1984)
- Złota Mahmudia (1987)
- Stan posiadania (1989)
- Panny i wdowy (1991) - ruolo: Padre Bradecki
- Trzy dni bez wyroku (1991)
- Kuka on Joe Louis? (1992)
- Psy II: Ostatnia krew (1994)
- Sangue innocente (Blood of the Innocent, 1995)
- Za co? (1995)
- Daleko od siebie (1995)
- Szökés (1996) - Gyula Molnár
- Słodko gorzki (1996)
- Żona przychodzi nocą (1998)
- Złoto dezerterów (1998)
- Headquarters: Warsaw (1999)
- Ostatnia misja (1999)
- Pierwszy milion (2000)
- Ławeczka (2004)
- Nigdy w życiu! (2004)
- Stanisława Brzozowskiego życie wśród skorpionów (2006) - Stanisław Brzozowski
- Bezmiar sprawiedliwości (2006)
- Tylko mnie kochaj (2006)
- Katyń (2007)
- Mała matura 1947 (2010)
- Mój rower (2012)

#### Televisione
- Ekstradycja (1995)
- 13 Posterunek (1997-1998)
- Matki, żony i kochanki II (1998)
- Na dobre i na złe - serie TV, 364 episodi (1999-2012) - ruolo: Jakub Burski
- W pustyni i w puszczy (2001)
- Sfora (2002)
- Odwróceni - serie TV, 13 episodi (2007) - ruolo: Paweł Sikora
- Ojciec Mateusz - serie TV, 212 episodi (2008-in corso) - Padre Mateusz

### Regista
- Na dobre i na złe - serie TV, 7 episodi (2005-2008)

## Doppiaggi (lista parziale)
- Robin Hood (1973)
- Droga do El Dorado (The Road to Eldorado, 2000)
- Karol - człowiek, który został papieżem (Karol - Un uomo diventato papa, 2005)
- Jan Paweł II (2005)
- Madagascar (2005)
- Zaczarowana (Enchanted, 2007)
- Madagascar 2 (2008)
- Buon Natale, Madagascar! (2009)
- Madagascar 3 - Ricercati in Europa (2012)
- Pan Peabody i Sherman (2014)

## Premi e riconoscimenti
- 1989: EuropaCinema Platinum Award come miglior attore per il suo ruolo nel film Stan posiadania[7]
- 1991: Nomination al Leone d'Oro al Festival del Cinema di Danzica per il suo ruolo in Trzy dni bez wyroku[3]
- 2008: Nomination al Polish Film Awards come miglior attore non protagonista per il suo ruolo nel film Katyń[7]